# Rudnianska Lehota
Rudnianska Lehota (bis 1927 slowakisch „Rudno Lehôta“; ungarisch Rudnószabadi – bis 1907 Rudnólehota) ist eine Gemeinde in der West-Mitte der Slowakei mit 732 Einwohnern (Stand 31. Dezember 2024), die zum Okres Prievidza, einem Teil des Trenčiansky kraj, gehört.

## Geographie
Die Gemeinde befindet sich am Übergang von einem Ausläufer des Talkessels Hornonitrianska kotlina in das westlich gelegene Gebirge Strážovské vrchy am Bach Bystrica im Einzugsgebiet der Nitrica, die hier durch den Stausee Nitrianske Rudno fließt. Das Ortszentrum liegt auf einer Höhe von 350 m n.m. und ist 18 Kilometer von Prievidza entfernt.
Nachbargemeinden sind Liešťany im Norden, Nitrianske Rudno im Osten und Süden, Omastiná im Westen und Kšinná im Nordwesten.

## Geschichte
Rudnianska Lehota wurde im 14. Jahrhundert als Bergbausiedlung nach deutschem Recht gegründet und zum ersten Mal 1477 als Lehota alias Bistricka schriftlich erwähnt. Das Dorf war Besitz der Familie Rudnay sowie des Herrschaftsgebiets von Diviacka Nová Ves. 1715 wohnten sieben Haushalte im Ort, 1778 hatte die Ortschaft eine Mühle, 18 Haushalte und 183 Einwohner, 1828 zählte man 45 Häuser und 309 Einwohner, die als Landwirte, Obstbauern und Saisonarbeiter beschäftigt waren. Im 19. Jahrhundert arbeitete eine Säge im Ort.
Bis 1918 gehörte der im Komitat Neutra liegende Ort zum Königreich Ungarn und kam danach zur Tschechoslowakei beziehungsweise heute Slowakei. 1918 fiel das ganze Dorf einem Großbrand zum Opfer und später wieder aufgebaut.

## Bevölkerung
| Jahr                | 1994 | 2004    | 2014    | 2024    |
| ------------------- | ---- | ------- | ------- | ------- |
| Anzahl der Personen | 718  | 722     | 741     | 732     |
| Unterschied         |      | +0,55 % | +2,63 % | −1,21 % |

| Jahr                | 2023 | 2024    |
| ------------------- | ---- | ------- |
| Anzahl der Personen | 725  | 732     |
| Unterschied         |      | +0,96 % |

Nach der Volkszählung 2011 wohnten in Rudnianska Lehota 729 Einwohner, davon 686 Slowaken, jeweils zwei Magyaren und Tschechen sowie ein Mährer. 38 Einwohner machten keine Angabe zur Ethnie.
592 Einwohner bekannten sich zur römisch-katholischen Kirche, sechs Einwohner zur griechisch-katholischen Kirche, zwei Einwohner zu den christlichen Gemeinden sowie jeweils ein Einwohner zur Evangelischen Kirche A. B. und zur reformierten Kirche; ein Einwohner bekannte sich zu einer anderen Konfession. 60 Einwohner waren konfessionslos und bei 66 Einwohnern wurde die Konfession nicht ermittelt.